# Plaza Yakub Kolas
La plaza Yakub (bielorruso: Плошча Якуба Коласа) es una plaza de Minsk, que se encuentra en el cruce de la avenida Independencia, la calle Yakub Kolas y la calle Vera Khoruzhaya. 
En 1956, la plaza se denominó así en honor del vicepresidente (desde 1929) de la Academia Bielorrusa de Ciencias y poeta nacional de ese país, Yakub Kolas. Con sus 52000 metros cuadrados de superficie, es una de las treinta y cinco plazas urbanas más grandes del mundo.